# Edson Meléndez
Edson Sifredo Meléndez Reyes (San Salvador, El Salvador; 17 de septiembre de 1991) es un futbolista salvadoreño, juega como defensa central y su actual equipo es el FAS de la Primera División de El Salvador.

## Clubes
Actualizado al último partido jugado el 15 de mayo de 2025.
| Club Deportivo Universidad de El Salvador · El Salvador | 1.ª                 | 2011-12             | 1   | 0  | - | - | - | - | 1   | 0  |
| Club Deportivo Universidad de El Salvador · El Salvador | 1.ª                 | 2012-13             | 1   | 0  | - | - | - | - | 1   | 0  |
| Club Deportivo Universidad de El Salvador · El Salvador | Total               | Total               | 2   | 0  | 0 | 0 | 0 | 0 | 2   | 0  |
| Alianza Fútbol Club · El Salvador                       | 1.ª                 | 2013-14             | 6   | 0  | - | - | - | - | 6   | 0  |
| Alianza Fútbol Club · El Salvador                       | 1.ª                 | 2014-15             | 11  | 0  | - | - | - | - | 11  | 0  |
| Alianza Fútbol Club · El Salvador                       | 1.ª                 | 2015-16             | 21  | 0  | - | - | - | - | 21  | 0  |
| Alianza Fútbol Club · El Salvador                       | 1.ª                 | 2016-17             | 7   | 0  | - | - | - | - | 7   | 0  |
| Alianza Fútbol Club · El Salvador                       | Total               | Total               | 45  | 0  | 0 | 0 | 0 | 0 | 45  | 0  |
| Sonsonate Fútbol Club · El Salvador                     | 1.ª                 | 2017-18             | 32  | 0  | - | - | - | - | 32  | 0  |
| Sonsonate Fútbol Club · El Salvador                     | 1.ª                 | 2018-19             | 40  | 2  | - | - | - | - | 40  | 2  |
| Sonsonate Fútbol Club · El Salvador                     | 1.ª                 | 2019-20             | 35  | 3  | - | - | - | - | 35  | 3  |
| Sonsonate Fútbol Club · El Salvador                     | 1.ª                 | 2020-21             | 33  | 3  | - | - | - | - | 33  | 3  |
| Sonsonate Fútbol Club · El Salvador                     | Total               | Total               | 140 | 8  | 0 | 0 | 0 | 0 | 140 | 8  |
| Club Deportivo FAS · El Salvador                        | 1.ª                 | 2021-22             | 19  | 0  | - | - | 1 | 0 | 20  | 0  |
| Club Deportivo FAS · El Salvador                        | 1.ª                 | 2022-23             | 13  | 1  | - | - | - | - | 13  | 1  |
| Club Deportivo FAS · El Salvador                        | 1.ª                 | 2023-24             | 24  | 3  | - | - | 2 | 0 | 26  | 3  |
| Club Deportivo FAS · El Salvador                        | 1.ª                 | 2024-25             | 40  | 0  | - | - | - | - | 40  | 0  |
| Club Deportivo FAS · El Salvador                        | 1.ª                 | 2025-26             |     |    |   |   |   |   |     |    |
| Club Deportivo FAS · El Salvador                        | Total               | Total               | 96  | 4  | 0 | 0 | 3 | 0 | 99  | 4  |
| Total en su carrera                                     | Total en su carrera | Total en su carrera | 284 | 12 | 0 | 0 | 3 | 0 | 287 | 12 |
| (2) No incluye goles en partidos amistosos.             |                     |                     |     |    |   |   |   |   |     |    |

### Palmarés
| Título           | Club    | País        | Año  |
| ---------------- | ------- | ----------- | ---- |
| Primera División | Alianza | El Salvador | 2015 |
| Primera División | FAS     | El Salvador | 2022 |